# 念珠薏苡
念珠薏苡（学名：Coix lacryma-jobi var. maxima）为禾本科薏苡属下的一个变种。